# INews
iNews (Indonesia News; dawniej: Sun TV, Sindo TV) – indonezyjska stacja telewizyjna o charakterze informacyjnym. Należy do przedsiębiorstwa Media Nusantara Citra. Została uruchomiona w 2007 r. jako Sun TV; w 2011 r. zmieniła nazwę na Sindo TV; a od 2014 r. funkcjonuje pod nazwą iNews TV.